# La Tardière

La Tardière este o comună în departamentul Vendée, Franța. În 2009 avea o populație de 1,286 de locuitori.